# Метод Виолы — Джонса
Метод Виолы — Джонса (англ. Viola–Jones object detection) — алгоритм, позволяющий обнаруживать объекты на изображениях в реальном времени. Его предложили Пол Виола и Майкл Джонс в 2001 году. Хотя алгоритм может распознавать объекты на изображениях, основной задачей при его создании было обнаружение лиц.

## Описание алгоритма

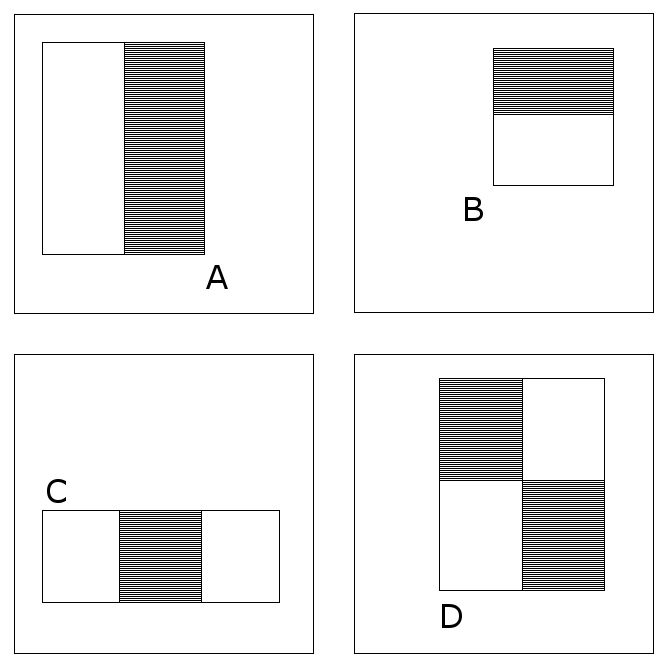
Типы «признаков», использованные в алгоритме

### Признаки и их поиск
Признаки, используемые алгоритмом, опираются на суммирование пикселей из прямоугольных регионов. Сами признаки несколько напоминают признаки Хаара, которые ранее также использовались для поиска объектов на изображениях. Однако признаки, предложенные Виолой и Джонсом, содержат более одной прямоугольной области и несколько сложнее. На иллюстрации справа показано четыре различных типа признаков. Величина каждого признака вычисляется как сумма пикселей в белых прямоугольниках, из которой вычитается сумма пикселей в чёрных областях. Прямоугольные признаки более примитивны, чем поворачивающийся фильтр[прояснить], и, несмотря на то что они чувствительны к вертикальным и горизонтальным особенностям изображений, результат их поиска более груб. Однако при хранении изображения в интегральном формате (то есть в интегральном изображении, когда в каждом пикселе изображения записана сумма всех пикселей левее и выше данного) проверка прямоугольного признака на конкретной позиции проводится за константное время, что является их преимуществом по сравнению с более точными вариантами. Каждая прямоугольная область в используемых признаках всегда смежна с другим прямоугольником, поэтому расчёт признака с двумя прямоугольниками состоит из шести обращений в интегральный массив, для признака с тремя прямоугольниками — из восьми, с четырьмя прямоугольниками — из девяти.

### Обучение
Высокая скорость обсчёта признака не компенсирует значительное количество различных возможных признаков. К примеру, при стандартном размере признака в 24×24 пикселя возможно 162 тысячи разных признаков, и их расчет может занять большое количество времени. Поэтому в алгоритме Виолы-Джонса используется вариация алгоритма обучения AdaBoost, как для выбора признаков, так и для настройки классификаторов.

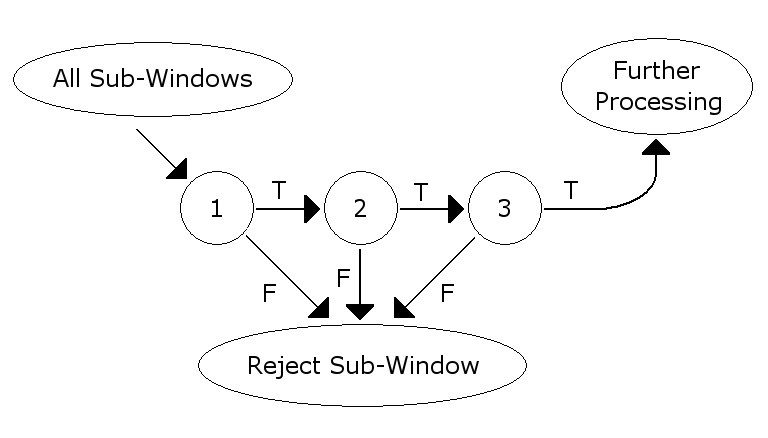
Архитектура Каскада